# دارالهندسه
دارالهندسه (به عربی: دارالهندسة) شرکت مهندسی و ساخت‌وساز لبنانی است، که در زمینه طراحی و اجرای پروژه‌های احداث نیروگاه‌های برق، زیرساخت‌های شهری، پل‌ها و آزادراه‌ها، ساختمان‌های مسکونی و اداری، کارخانجات تولیدی و سازه‌های صنعتی، همچنین ارائه خدمات پشتیبانی فنی، مشاوره و مدیریت پروژه فعالیت می‌نماید.
شرکت دارالهندسه در سال ۱۹۵۶ توسط کمال الشاعر تأسیس شد و در حال حاضر دارای ۴۵ دفتر بین‌المللی در اروپا، خاورمیانه، آسیا و آفریقا می‌باشد، همچنین در رتبه دهم از بزرگ‌ترین شرکت‌های مهندسی و ساخت‌وساز جهان قرار دارد.
دفتر مرکزی این شرکت در شهر بیروت، لبنان مستقر می‌باشد. از پروژه‌های انجام شده توسط دارالهندسه می‌توان به: برج خلیفه، ابراج البیت، فرودگاه کواترو دو فرویرو، فرودگاه لوکاپا، فرودگاه بین‌المللی رفیق حریری بیروت، هتل‌های چهار فصل بیروت، برج‌های کویت، فرودگاه بین‌المللی قاهره، فرودگاه بین‌المللی بوول، فرودگاه بین‌المللی اربیل، دانشگاه آمریکایی سلیمانیه، فرودگاه بین‌المللی ملکه علیا، فرودگاه بین‌المللی دوحه، فرودگاه بین‌المللی ملک عبدالعزیز و فرودگاه بین‌المللی صنعا اشاره کرد.